# Hitrost zaklopa
Hitro zapiranje zaslonke v fotografiji ali čas osvetlitve pomeni dolžino časa odprte zaslonke fotoaparata. Količina svetlobe, ki doseže filmsko ali slikovno tipalo, je sorazmerna s časom osvetlitve.

## Uvod
Hitrost zapiranja zaklopa fotoaparata, osvetljenost leč (f-vrednosti) in osvetljenost prizorišča so stvari, katerim skupno določimo količino svetlobe, ki doseže film ali tipalo (osvetljenost). Vrednost osvetljenosti (EV) je edina količina, ki je pomembna pri hitrosti zapiranja zaklopa in f-vrednosti. 
Kombinacije različnih nastavitev hitrega zapiranja zaklopa in f-vrednosti, lahko dajejo isto vrednost osvetljenosti. Če podvajamo čas osvetljenosti podvojimo količino svetlobe (odštejemo 1 EV). Zmanjšanje f-vrednosti za 1, pomeni zmanjšanje časa osvetljenosti (zmanjšamo f-vrednost za faktor √2) ravno tako podvoji količino svetlobe. Hitrost zapiranja zaklopa pri 1/50 sekunde z lečo fokusa f/4.0, ima enako vrednost osvetljenosti kot 1/100 sekunde zaklopa s f/2.8 zaslonko in enako vrednost osvetljenosti kot 1/200 sekunde zaklopa z zaslonko f/2.0 . Poleg učinka na osvetljenost zapiranje zaklopa spremeni pot gibanja, ki se vidi pri fotografijah. 
Zelo počasno zapiranje zaslonke lahko uporabljamo za; da zamrznemo hitro premikajoče objekte, npr. pri športnih dogodkih. Zelo dolge zapiralne čase zaslonke namenoma uporabimo za zabris premikajočih objektov, kot umetniški učinek. Kratki časi zapiranja zaslonke se včasih imenujejo ˝hiter˝ in dolgi časi zapiranja zaslonke ˝počasen˝.
Z nastavitvijo različnih vrednosti zaslonke lahko določamo globino polja, to je razdalja do objekta pri kateri je objekt še oster; take nastavitve morajo biti prilagojene spremembam hitrosti zaslonke. V zgodnjih časih fotografije, možne hitrosti zaslonke še niso bile standardizirane, čeprav bi bilo lahko tipično zaporedje 1/10 s, 1/25 s 1/50 s, 1/100 s, 1/200 s in 1/500 s. Kasneje so sprejeli standardne vrednosti, za nastavitev zaslonke, ki točno podvoji ali razpolovi količino svetlobe, ki vstopa v fotoaparat (f/2.8,f/4,f/5.6,f/8,f/11,f/16,itd.), za hitrost zaslonke je bilo sprejeto standardizirano razmerje 2:1, ki odpira zaslonko, ustavi in zmanjša hitrost zaslonke po korakih, kar se vidi v enakem času izpostavljenosti svetlobe.
Dogovorjeni standardi za hitrost zaslonke so:
- 1/1000 s
- 1/500  s
- 1/250  s
- 1/125 s
- 1/60  s
- 1/30  s
- 1/15 s
- 1/8  s
- 1/4  s
- 1/2 s
- 1   s

S tem razmerjem, vsaka naslednja vrednost podvoji količino svetlobe (daljši čas) ali razpolovi (krajši čas). Zaslonka na fotoaparatu ima običajno več nastavitev, ki omogočajo veliko daljše zaslonske čase:
- B (za žarnico (bulb)) obdrži zaslonko odprto dokler ne izpustimo stikala.

- T (za čas (time)) obdrži zaslonko odprto dokler ni stikala še enkrat ne pritisnemo.

Sposobnost fotografa, da posname sliko brez zameglitev pri premikanju fotoaparata je pomemben parameter izbira najpočasnejše možne nastavitve časa zaslonke pri ročno nastavljivih fotoaparatih. Grobo navodilo za fotografe, ki uporabljajo 35 mm objektive je ta, da če želijo pri izbiri najnižje možne hitrosti nastavitve zaslonke z lahkoto doseči zelo majhno zameglitev pri tresenju fotoaparata, mora biti hitrost zaslonke numerično blizu dolžini fokus leč. 
Na primer pri 35 mm fotoaparatu je normalna dolžina leče 50 mm, najbližja hitrost zaslonke je v tem primeru 1/60 s. To pravilo se lahko spremeni z namenskimi aplikacijami za fotografe, slike namenjene za pomembne povečave ali za pogled iz bližine zahtevajo hitrejše čase zaslonke za jasne fotografije. Skozi prakso in z uporabo posebnih tehnik, kot je podpiranje fotoaparata z rameni ali telesom z namenom zmanjšanja tresenja fotoaparata, lahko uporabljamo tudi daljše čase za hitrost zaslonke brez zameglitev. Pri zelo majhnih časih zaslonke, fotoaparata ne moremo držati v rokah, uporabiti moramo stojalo (tripod). Stabilizator slike nam omogoča, da so časi zaslonke 3-4 nastavitve nižje (osvetlitev 8-16 krat daljša).
Pomembnost zaslonke se izkaže pri načinu fotografiranja pri pol avtomatskih fotoaparatih. Fotografu omogoča izbiro nastavitve hitrosti zapiranja zaslonke in omogoči fotoaparatu, da nastavi ostale nastavitve zaslonke. To se včasih vidi kot prioriteta hitrosti zaslonke pri avtomatski osvetlitvi, ali TV način (time value (časovna vrednost)).

## Ustvarjalen pripomoček v fotografiji
Hitrost zapiranja zaslonke je eden od postopkov uporabljenih za nadzor količine svetlobe, posnet s fotoaparatom digitalnega tipala ali filma. Uporablja se tudi za upravljanje vizualnih efektov končne fotografije večje svetilnosti. Počasnejše hitrosti zapiranja zaslonk so pogosto izbrana na predlagan korak v fotografiji premikajočih objektov. Hitrosti zapiranja zaslonke so lahko ravno dovolj hitre, da povzročijo, da so videti premikajoče stvari kot zamrznjeno nenaravne. Na primer, premikanje v zraku gibajočih nog tekača, se izgubi v zamrznjenem času. Ko je izbrana počasnejša hitrost zapiranja zaslonke, preteče daljši čas; od momenta, ko se zaslonka odpre do momenta, ko se zaslonka zapre. Več časa je na voljo za premikanje predmeta posnetega s fotoaparatom. 
Malce počasnejša hitrost zapiranja zaslonke bo dovolila fotografu, da nastavi na element zamegljenega obrisa, kjer objekt, v našem primeru noge, najhitrejši premikajoči element v okvirju, so lahko zamegljene, medtem, ko ostalo ostane gladko oziroma če fotoaparat lahko dovolj hitro sledi premikajočemu objektu, je ozadje zamegljeno medtem, ko objekt(noge tekača) ostane gladek.
Ko se bo točno določena točka, ozadje ali predmet začelo zamegljevati odvisno od dolžine premikajočega predmeta ter kota premikajočega predmeta v razmerju s fotoaparatom, bo razdalja, ki je v fotoaparatu in goriščne razdalje leče v razmerju z velikostjo digitalnega tipala ali filma. Ko je počasnejša hitrost zapiranja zaslonke presežena za polovico sekunde, jo uporabljamo pri fotografiranju tekočih voda, kjer bo fotografija imela duhovno bel videz spominjajoč na meglo. Ta način lahko uporabljamo pri krajinskem fotografiranju. Približana razpršenost (zoom burst)je tehnika pri kateri se naredi razlika med goriščno razdaljo približane leče ter med dolgim osvetlitvenim časom. V momentu, ko je zaslonka odprta, leča približana znotraj, menjamo goriščno razdaljo med osvetlitvijo. Sredina fotografije ostane ostra, medtem, ko podrobnosti stran od sredine oblikujejo žarkaste meglene obrise, kar povzroča močen vizualni efekt, ki prisili oko, da se približa sredini fotografije.
Naslednji seznam nudi pregled pogostih fotografskih uporab za standardne hitrostno zapiralne zaslonke.  
- 1/16000 s: Najhitrejša razpoložljiva hitrost formata APS-H ali APS-C fotoaparata DSLR (do 2012).(Canon EOS 1D,Nikon D1,Nikon 1 J2,D1X in D1H)
- 1/12000 s: Najhitrejša razpoložljiva hitrost v vseh 35 mm SLR fotoaparatih (Minolta Maxxum 9xi, Maxxum 9 (de)
- 1/8000 s: Najhitrejša razpoložljiva hitrost v proizvodnji SLR fotoaparatov (do 2013), tudi najhitrejša hitrost, ki je na voljo pri kateremkoli full-frame DSLR ali SLT fotoaparatu (do 2013). Uporablja se za zelo ostre fotografije zelo hitrih objektov, kot so ptice ali letala, pri dobrih pogojih osvetlitve, z ISO hitrostjo 1000 ali več in močno odprto zaslonko.
- 1/4000 s: Najhitrejša razpoložljiva hitrost za kupce SLR fotoaparatov (do 2009), tudi najhitrejša hitrost, ki je na razpolago pri kateremkoli ploščati zaslonki fotoaparata (kot je Sony Cyber-shot DSC-RX1)(do 2013). Uporablja se za ostre fotografije hitrih objektov, kot so atleti in vozila, pri dobrih pogojih osvetlitve in nastavitvijo ISO do 800.
- 1/2000 s in 1/1000 s: Se uporablja za ostre fotografije zmerno hitrih objektov pri normalnih svetlobnih pogojih.
- 1/500 s in 1/250 s: Uporablja se za ostre fotografije premikajočih ljudi v vsakdanjih situacijah. 1/250 s je največja hitrost uporabljena za sledenje; uporabna je tudi za manjše zaslonke (do f/11) pri premikajočih fotografijah in zato je bolj primerna za večje globine polja.
- 1/125 s: Ta hitrost in počasnejše hitrosti niso več uporabne za zamrznitev gibanja. 1/125 s se uporablja za večjo globino polja in celotno ostrino pri krajinskih fotografijah in je pogosto uporabljena tudi za fotografije sledenja.
- 1/60 s: Se uporablja za fotografije sledenja za posnetke pri zatemnjenih svetlobnih pogojih in za portrete pri razpoložljivi svetlobi.
- 1/30 s: Uporabno za sledenje subjektov, ki se premikajo počasneje kot 48 km na uro in za fotografije pri slabi osvetlitvi. Za fotografije posnete pri tej in manjši hitrosti, običajno potrebujemo tripod ali stabilizator leč/fotografije, če hočemo da bodo fotografije  ostre.
- 1/15 s in 1/8 s: Ta in nižje hitrosti so uporabne za fotografije, ko objektu ne sledimo, pri katerih je zameglitev uporabljena za premišljene efekte ali za objekte, ki se ne premikajo pri slabih svetlobnih pogojih s pomočjo stojala za fotoaparat.
- 1/4 s, 1/2 s in 1 s: Se v glavnem uporablja tudi za premikajoče efekte zameglitve in/ali fotografije pri nizki osvetljenosti, toda v praksi samo s stojalom za fotoaparat.
- B (bulb) (1 minuta do nekaj ur): Uporablja se pri mehansko pritrjenih fotoaparatih v astrofotografiji in za določene specialne efekte.

## Formula kinematografske zaslonke
Filmske kamere se uporabljajo v običajni filmski kinematografiji, kjer imajo mehansko vrtljivo zaslonko. Vrtljiva zaslonka je povezana s filmom, ki ga povleče skozi vrata, zato je hitrost zaslonke funkcija stopnje sličic in zaslonskega kota.
Kjer je E = hitrosti zaslonke (recipročni (vzajemni) osvetlitveni čas na sekundo), F = sličic na sekundo in S = zaslonskega kota: 
{\displaystyle E={\frac {F\cdot 360^{\circ }}{S}}}, za E = recipročni osvetlitveni čas na sekundo
{\displaystyle S={\frac {F\cdot 360^{\circ }}{E}}}
Z običajnim zaslonskim kotom 180°, je film izpostavljen 1/48 sekunde pri 24 sličicah/s. Da bi se izognili efektu svetlobne interference (motnje), ko fotografiramo pod umetno svetlobo ali, ko fotografiramo televizijske zaslone in računalniške monitorje, zaslonko pogosto uporabimo pri 1/50 s (172,8°) ali 1/60 s (144°).
Elektronske video kamere nimajo mehanskih zaslonk in omogočajo nastavitev hitrosti zaslonke neposredno v časovnih enotah. Profesionalne video kamere pogosto omogočajo izbiro hitrosti zaslonke v skladu s kotom zaslonke namesto časovnih enot, še posebej tiste, ki so sposobne brati hitreje kot 24 sličic na sekundo (overcranking - počasno gibanje) ali  (undercranking - hitro gibanje).